# Campylopus madagassus
Campylopus madagassus är en bladmossart som beskrevs av Hugh Neville Dixon 1942. Campylopus madagassus ingår i släktet nervmossor, och familjen Dicranaceae. Inga underarter finns listade i Catalogue of Life.